# ミディ＝ピレネー連続銃撃事件
ミディ＝ピレネー連続銃撃事件（ミディ＝ピレネーれんぞくじゅうげきじけん）は、2012年3月11日から22日にかけてフランス南西部ミディ＝ピレネー地域圏（現在のオクシタニー地域圏）で発生した3回の銃撃事件の総称である。犯人を含め8人が射殺されたこの事件はフランス中を震撼させ、またフランスにおける人種差別問題を浮き彫りにしたことから、投票を約1ヶ月後に控えたフランス大統領選挙にも影響を与えるとしても注目された。

## 事件の流れ

### 連続銃撃事件の発生
2012年3月11日、フランス南西部トゥールーズの住宅街にて、当日は非番で私服姿だったフランス陸軍空挺部隊の30歳男性が至近距離から自動式拳銃で射殺されるという事件が起きる。犯人は黒いバイクウェアとバイザー付きのヘルメットをかぶっており、兵士に向かって「お前は俺の兄弟たちを殺害した。今度は自分がお前を殺してやる」と言い2発の銃弾を発射。殺害後、犯人はオートバイで逃走した。
3月15日にはフランス南西部モントーバンにて、兵舎外にある現金自動預け払い機を使用していた空挺部隊の兵士3人が至近距離から発砲され、このうち2人が死亡し、残る1人も危険な状態となった。11日の事件と同様、犯人は至近距離から発砲し、黒い服を着ており、オートバイに乗って逃走した。犯人は金品等は奪わず、逃走する際には「アッラーフ・アクバル（神は偉大なり）」と叫んだとされている。また現場からは約15発の薬莢が発見されており、犯人が兵士を待ち伏せしていた可能性も指摘された。
両事件で殺害された3人の兵士はいずれも北アフリカ系で、重症を負った兵士は西インド諸島フランス領出身の黒人であった。
この2つの殺人事件を受け、地元警察は対テロ特殊部隊を含めた警察官50人以上を動員し捜査を開始。警察は3月16日に、両事件で使われた拳銃が同一のものであることを発表した。使用された拳銃は45口径のコルトであった。
3月19日午前8時、トゥールーズの閑静な住宅街にあるイスラエル系のユダヤ系学校「オザル・アトラ」の前でヤマハ製のオートバイに乗った男が発砲し、この学校の教師である30歳のラビ1人が死亡。犯人は当初は9ミリ拳銃を使っていたが、途中で弾詰まりを起こしたために45口径に切り替えている。その後学校内に押し入り逃げる子供を相手に発砲を続け、殺された教師の息子である3歳、6歳の児童と、10歳の児童計3人が死亡、1人が重症となった。犠牲となった4人の遺体はエルサレムに移され、21日に埋葬された。
事件を受け、ニコラ・サルコジ大統領は直ちにユダヤ系団体の代表と共に事件の発生した学校を訪問し、翌20日にはフランス全土の学校において教員や生徒が、また省庁で犠牲者に対し1分間の黙祷を捧げた。

### 事件発生の衝撃
1週間のうちに3度も銃撃事件が起き、しかも犯人が捕まっておらず新たな銃撃事件が発生する可能性があったことから、サルコジ大統領は19日、トゥールーズを含めたミディ＝ピレネー地域圏のテロ警戒レベルを最高度の「深紅」に引き上げた。また反ユダヤ的な動機による犯行であるとし、徹底的な捜査を行うと宣言。翌20日にはパリのユダヤ人地区付近にある学校を訪問し、国全体に関する深刻な事件であるとした。
クロード・ゲアン内務大臣は19日にフランス国内にある全てのユダヤ系学校の周辺警備を強化するよう命じた。20日には犯人が自らの首に小型カメラをつけて犯行を撮影していたことを明らかにし、犯人は非常に冷酷な人物であるとした。また報道機関に対して、3つの事件には類似点があるとも語っている。
一連の銃撃事件はテロ事件として捜査が行われた。いずれの事件も使われた銃はすべて同じものであり、頭部に向け至近距離から発砲されていた。4日間隔で事件が発生した点も注目された。犯人が撮影していたというビデオカメラの映像がインターネットにアップロードされていないかという点まで含めて捜査が行われた。一時はネオナチ運動家に捜査の手が及んでいるとも報じられた。
19日のユダヤ系学校に対する銃撃を受け、在仏ユダヤ人団体が、反ユダヤ的、人種差別的発言が不安定な環境を作ったと批判した。またフランス国外にも衝撃を与え、140万人以上のユダヤ人が住むアメリカ合衆国ニューヨークではユダヤ教関連施設など40ヶ所以上の警備を強化し、模倣犯に備えることとなった。ネオナチによる外国人襲撃事件の絶えないドイツにも衝撃を与えた。イスラエル当局は背筋の凍る事件と批判、徹底的な真相究明を求めた。

### 容疑者の射殺
警察当局はモハメド・メラを容疑者と特定、メラが使用したとされるコンピューターのIPアドレスから所在を突き止める。3月21日午前3時半、警察はメラ容疑者が2階に立てこもるトゥールーズ市内のアパートを包囲する。フランス国家警察特別介入部隊（RAID）は当初、アパートへの突入を試みたがメラが銃で反撃し隊員二人が負傷したため失敗し、その後はドア越しで説得が続けられた。メラは警察の交渉担当との対話の中で、兵士ら7人の殺害を認めた。
メラは立てこもりを続け、その周辺を300人以上の警官が包囲。膠着状態が続く中、付近の住民は避難させられ、夜には街灯が消された。メラは当初、21日午後に投降するとしており、当局との犯行に使ったと思われる銃と通信機器の交換に応じた。またこの際、21日朝にも兵士や警察官を狙った次の犯行計画があったことも明らかにしている。
しかし結局は投降に応じず、包囲開始から16時間が経過した同日夜にはメラに投降を促すため当局が3度の爆発音を響かせた。この際、トゥールーズの副市長が投降交渉が決裂したため突入作戦が始まったと述べたが、別の関係者によって突入があったことは否定されている。
特殊部隊はメラが潜むアパートのうち、風呂場以外の部屋は安全と判断。アパート包囲から32時間が経過した3月22日、アパートの玄関や窓から室内に入り、風呂場を確認しようとしたところ、そこに身を潜めていたメラが突然発砲し、300発以上の銃撃戦が発生。メラは窓から飛び降りて逃げようとしたところを特殊部隊に頭を撃たれ、室内で死亡が確認された。警察側も警官一人が足を負傷し、また二人の警官がショック状態に陥った。
3月22日、アルカイダ系を名乗る組織「ジュンド・アル・ハリーファ」(Jund al-Khilafah) がウェブサイトで、一連の事件についての犯行声明を行った。

## 容疑者像
容疑者のモハメド・メラ(Mohamed Merah)は、トゥールーズ出身のアルジェリア系フランス人。死亡時には23歳もしくは24歳であった。国際テロ組織アル・カーイダに属するムジャーヒディーンであると自称していた。少年時代より窃盗などを行い、服役経験もあった。フランス陸軍やフランス外国人部隊にも入隊を希望したが拒否され、果たせなかった。
次第にイスラム過激派思想に染まっていき、過激派の映像を若者に無理に見せようとしてトラブルを起こしたり、単身で2010年と2011年にパキスタンのアフガニスタンとの国境付近にあるワズィーリスターン地域に渡り、10月にフランスに帰国した。そこではターリバーンの民兵と共に訓練を受けたとしている。こうしたケースはメラだけではなく、欧米諸国ではイスラム過激派テロリストになるイスラム系移民の2世、3世の増加が指摘されている。メラは事件の数年前よりフランスの情報当局に要注意人物としてマークされていたほか、アメリカ捜査当局の商業航空機搭乗禁止リスト (No Fly List)にも登録されていた人物でもあった。2012年1月に政府より非合法集団と指定された組織のメンバーであった。
パレスチナの子供たちの死に対する復讐や、外国に侵攻したフランス軍兵士に対する復讐を行うために一連の犯行に及んだとされている。特に、フランス軍のアフガニスタンへの駐留に反対していた。また、フランスが2011年4月にイスラム教徒の女性に対してヒジャブ（ベール）の着用を禁止したことに対する抗議も含まれていたという。しかしながら、動機については不明な点も多い。またメラの兄弟も警察の取り調べを受けていると報じられている。
殺害後、サルコジ大統領からは「狂信者」「怪物」と表現されている。
なお、当初は別人の名前が立てこもっている容疑者として一部報じられた。

## 大統領選挙への影響
連続銃撃事件を受け、大統領選挙に向けた選挙活動も一時的に中断された。またサルコジ、オランド、ル・ペンといった大統領選挙の候補者が相次いで21日に犠牲者の葬儀に参列するなど、選挙運動に影響を及ぼした。
犯行の背景には反ユダヤ的な思想も見え隠れするとされたことから、人種差別問題や治安強化策が大統領選挙の争点に浮上するとみられた。フランス国内にユダヤ人票が55万人いることも、この事件が大統領選挙に影響を与える根拠とされた。
元来、現職のサルコジ大統領は治安強化や移民半減を政策として掲げ、与党・国民運動連合の幹部は人種差別的な発言を繰り返し行なっていた。一方で対立候補のオランド社会党前第一書記は反ユダヤ主義や人種差別に対し、フランス全体で立ち向かうべきと主張、事件はこうした中で発生した。サルコジは内務大臣の経験があり、治安対策を選挙公約に盛り込み、強硬な姿勢で事件への対応を行う姿は大統領選挙に有利に働くとの憶測が流れた。実際、事件後にはサルコジの支持率が上昇している。一方で大統領選挙を優位に進めてきたオランドは治安対策に疎く、銃撃事件では傍観者であったと指摘された。一方で、メラを数年前よりマークしておきながら事件を防げなかったことは、サルコジにとってはマイナスポイントであり、オランドやル・ペンからも批判された。また極右として移民排斥を掲げるル・ペンにも有利に働くともみられた。
実際の大統領選挙においてはサルコジの劣勢を挽回するまでの影響を与えることはなく、5月6日の決選投票でオランドが当選している。